# Jordi Cruz (presentador)
Jordi Cruz Pérez (Barcelona, 14 de octubre de 1976) es un presentador de televisión español, conocido por haber presentado la versión española del programa infantil de manualidades Art Attack. Fue locutor de radio en Cadena 100. Desde diciembre de 2020, copresenta el podcast ¿Sigues ahí? para Netflix junto con Samantha Hudson.

## Biografía
Cruz comenzó a trabajar como presentador de televisión a los 19 años, cuando fue fichado en 1996 para presentar el programa infantil Club Disney para TVE, que un año más tarde pasó a emitirse en Telecinco. Su trabajo en televisión le dio popularidad entre el público infantil, al igual que a sus compañeros de plató Vanessa Martyn, David Carrillo, Jimmy Castro y Elena Jiménez.
En septiembre de 1998 fue contratado como presentador de otro programa para niños: Art Attack, de Disney Channel, un espacio infantil de manualidades que condujo hasta 2004. Posteriormente colaboró en el espacio El rayo (2000), con Inma del Moral.
En 2005 pasó a otro de los espacios de la programación infantil en España, con ya ocho años de emisión a la llegada de Jordi: Megatrix en Antena 3. Su compañera de escenario fue la cantante Natalia Rodríguez, hasta 2007, momento en el que Cruz se convierte durante el año siguiente en el presentador único del programa.
Posteriormente trabajó en un programa para la televisión Balear IB3, también condujo el primer reality para internet producido por Endemol Bustamante: Uno de los nuestros sobre el cantante David Bustamante.
En 2009 dirigió y presentó el concurso musical Número 1 en Neox.
También ha sido actor de doblaje, haciendo la voz de Flik de la película Bichos y de Fred Weasley (hermano de Ron Weasley) en la saga Harry Potter, también para el videojuego Harry Potter y la Piedra Filosofal.
En 2013 pasó a ocuparse de la programación matinal de Radio Calviá. Fue locutor de radio en Cadena 100. 
En 2019 apareció como juez invitado, junto con la Terremoto de Alcorcón, en un capítulo del programa de repostería Niquelao!, una adaptación de Nailed it! de Netflix.
En octubre de 2020 presentó el programa Top Gamers Academy en Neox. Desde diciembre de 2020 copresenta junto a Samantha Hudson el podcast ¿Sigues ahí? para Netflix.